# Ciguë aquatique
Cicuta virosa
Pour les articles homonymes, voir Ciguë.
Espèce
Classification phylogénétique
Statut de conservation UICN

 LC  : Préoccupation mineure
La ciguë aquatique ou ciguë vireuse (Cicuta virosa) est une espèce de plantes à fleurs de la famille des Apiacées. C'est une plante herbacée, rhizomateuse et vivace originaire du nord et du centre de l'Europe, du nord de l'Asie et du nord-ouest de l'Amérique du Nord. Elle est mortellement toxique (c'est la plus toxique des plantes nommées « ciguës »).

## Synonymes
- Autre nom scientifique :  Cicuta mackenzieana Raup
- Autres noms communs : ciguë vénéneuse, cicutaire du Nord ou encore persil des marais.

Ces dénominations sont toutes à éviter car il s'agit d'une plante toxique pour laquelle tout risque de confusion est à éliminer.

## Description
Vivace de 0,5 à 1,2 m de hauteur.
- Racine : elle est volumineuse, charnue, mais creuse et cloisonnée, ses cavités étant emplies d'un suc à odeur désagréable et jaunâtre (alors qu'il est blanc chez la Grande ciguë). Sa ressemblance avec la racine du Panais a causé de fatales méprises[2].
- Tige : robuste, elle est creuse, lisse (non poilue) et striée, rougeâtre à la base et parfois au niveau des nœuds, mais non tachetée (alors qu'elle est ponctuée de tâches chez la Grande ciguë, Conium maculatum) ;
- Feuilles : bi ou tripennatiséquées, elles sont à segments ovales très aigus et dentés, aiguës à leurs extrémités. Elles sont plus grandes et plus aiguës que celles de la Grande ciguë[2] ; froissées, elles dégagent une odeur désagréable et non de carotte :
- Fleurs : visibles de juin à septembre. Leurs corolles sont petites, blanches à 5 pétales pleins et entiers. Elles sont réunies en ombelles (à involucre réduit ou sans involucre), composées de 10-25 ombellules à involucelles de 3 à 5 bractées linéaires) ;
- Fruits : diakènes[3]. L'ombelle a des rayons nombreux, inégaux et très longs, de même pour l'ombellule mais dans une proportion moindre[2].

## Répartition
- Amérique du Nord : États-Unis (Alaska) et Canada (Alberta, Colombie britannique, Manitoba,Territoires du Nord, Ontario, Québec, Saskatchewan, Yukon)
- Asie : Géorgie (Caucase), Sibérie (ouest et centre), Extrême Orient russe, Corée du Nord et du Sud, Mongolie, Turquie (nord est de l'Anatolie), Chine (Gansu, Hebei, Heilongjiang, Jilin, Liaoning, Nei Mongol, Shaanxi, Sichuan, Xinjiang, Yunnan), Kyrgyzstan, Kazakhstan, Jammu & Kashmir (Kashmir), Inde (nord ouest de l'Himalaya)
- Europe : Allemagne, Angleterre, Autriche, Belgique, Biélorussie, Bulgarie, Croatie, Danemark, Espagne, Estonie, Finlande, France, Grèce, Hongrie, Irlande, Italie, Lettonie, Lituanie, Moldavie, Norvège, Pays Bas, Pologne, République tchèque, Roumanie, Russie européenne, Serbie & Kosovo, Slovaquie, Slovénie, Suède, Suisse, Ukraine

## Habitat
Sols de zones humides, marécages, bords de cours d'eau.

## Toxicité, empoisonnement

### Chez l'être humain
Cette plante contient un alcaloïde dépresseur du système nerveux central qui est l'un des poisons végétaux les plus puissants : la cicutoxine (en). C'est un alcool hautement insaturé qui agit comme antagoniste des récepteurs GABA. La plante entière en contient au-dessus du seuil de toxicité, particulièrement le rhizome au printemps, rhizome pouvant être confondu avec celui du Panais ou de la Carotte sauvage (mais il n'en a pas l'odeur et il est cloisonné). Le broyat de graines fraîches a aussi été utilisé comme poison.
Cette plante fut probablement employée, comme la Grande ciguë, au moins depuis l'Antiquité pour le suicide ou l'assassinat par empoisonnement. Par exemple, Socrate fut ainsi exécuté en -399.
Les symptômes apparaissent 15 minutes à une heure après l'ingestion : ils sont de type nicotinique avec initialement une sensation de bouche sèche puis tachycardie, tremblements, transpiration, mydriase, convulsions et parésie musculaire, certains auteurs évoquent aussi des nausées, vomissements, salivation et trismus.
En 1876, les vétérinaires Hippolyte Rodin et J. Rothschild recommandaient en cas d'empoisonnement par la Ciguë aquatique de « vomir par toute espèce de moyens, puis boire dans de l'eau une ou deux cuillerées de tannin, enfin avaler de l'eau vinaigrée ou acidulée ».
Par un arrêté du 4 septembre 2020, l'État français donne l'obligation aux distributeurs et vendeurs de Ciguë aquatique d'informer leurs clients, via un étiquetage spécifique, de sa toxicité en cas d'ingestion,,.

### Chez les herbivores domestiqués
Ces animaux herbivores y semblent bien moins sensibles que l'homme, selon Henri Coupin (1868-1937 in « Les plantes qui tuent », le cheval doit ingérer environ 2 à 2,5 kilogrammes de Ciguë fraîche pour mourir et le bœuf y serait encore moins sensible (4 à 5 kilogrammes sont nécessaires pour le tuer, selon le même auteur qui ajoute que « les moutons et les chèvres ont le privilège de pouvoir s’en nourrir sans en être incommodés »).

## Hôtes
Les fleurs alimentent de nombreux pollinisateurs et l'espèce est l'hôte de plusieurs espèces d'insectes dont Lixus paraplecticus.

## Protection
La plante est protégée en Franche-Comté.